# 紋樣
紋樣，在中文裏又可寫為文樣、花紋、紋飾、紋理、模樣，指的是一類把花鳥砂川、幾何圖形或者人工物品做成的圖案。
紋樣既可以作為欣賞的主體，也可以作為物體邊緣的純裝飾，大量出現在器皿、建築物的邊框、衣物的底料之中，同時，紋樣也是該民族傳統藝術中最直接的代表，能反映出這個國家的審美。

## 歷史

### 原始時代
最初的紋樣均是原始人從大自然中汲取靈感，並且畫在岩壁上的圖案，此時“紋樣”、“图案”和“繪畫”都是同一種東西，因为原始人類只能會畫出較為簡單的東西，所這三者還未發展出顯著的區別，這時候的紋樣包括了各種花卉和捲草，雨、雪、日、月等天氣的圖案。
在大河文明出現後，由於農業和商業的發展，人類所能創造的紋樣中會更多的出現複雜的動物、人物，以及動物的毛皮花紋、海螺貝殼的紋理、農具、雕刻、壓印、編織、文字等，並且在各個文明中開始了審美篩選，人們根據自己的審美觀把某些紋樣組合成某種當地人喜歡的造型。

### 文明成熟後
文明發展到一定程度以後，紋樣就可以用在陶器、紋身、服裝、配飾、武器、建築等人類生活的方方面面，並且產生了固定的組合或者吉祥含義，人類遇到特定的節日、場合、紅白禮都會使用與它的意義契合的紋樣來舉行儀式。
例如在古埃及，一開始只有水流、漩渦、蘆葦葉子這三種簡單的紋樣，但是在古王國時期之後，埃及人在尼羅河流域能見到的農田、鱷魚、河馬、紙莎草、蓮花、犁車就大量出現；再譬如於美索不達米亞中，這個文明擅長使用格里芬等“有翼動物”的圖案，這種設計影響了後來伊朗、印度和希臘的紋樣風格；而希臘文明則擅長使用棕櫚、玫瑰花和人類裸體的紋樣，它們不僅在古希臘的藝術中大放異彩，並且成為歐洲紋樣設計的主流；自古羅馬帝國建立以來，全歐洲歐洲的各種紋樣就和希臘-羅馬式的紋樣緊密結合，例如凱爾特人和維京人的輪刺紋、辮子紋、馴鹿紋、格子紋、雪花紋和船紋，日耳曼人的盾牌紋、寶劍紋、酒杯紋、盔甲紋和獅子紋，這些紋樣隨後就在中世紀互相組合，共同構成了歐洲皇室們的“紋章學”。
在中世紀時，亞洲的紋樣達到了有史以來的最高峰。薩珊王朝時期的伊朗高原發展出了荆棘紋、石榴紋、神鳥紋、連珠紋、樹紋、雙生獸紋、有翼獸紋、弓紋樣等風格，它通過絲綢之路傳播至阿拉伯半島、印度和中國，至今這三塊文化極不相同的地區也依然使用著大部份從继承伊朗來的紋樣；繼7世紀倭馬亞王朝和阿拔斯王朝之後，因為 伊斯蘭禁止偶像崇拜，所以重視幾何圖形的阿拉伯紋樣取代了伊朗紋樣成為了主流，並一直繼承到了現代，最代表性的有新月紋、六芒星紋、藍白馬賽克紋、阿拉伯書法紋等，阿拉伯紋樣還影響了西班牙和土耳其的藝術。中国唐朝的寶相蓮紋、金剛杵紋、華蓋紋、龍紋、鳳凰紋影響了日本、朝鮮半島、越南和蒙古等國的紋樣世紀設計，在建築物和服裝上尤為明顯；日本紋樣是東亞國家中最脫離原本中國形式的，日本人沒有全盤接收中國紋樣，而是提取其中符合和服審美的，並將之簡單化、扁平化、卡通化，還有意識的把從中國學來的明朝紋樣和歐洲傳來的條狀紋、黑白格子紋、X型紋作了結合，變化為了獨具一格的和風紋樣。

## 現代分類
一般來說，紋様分為兩種，一種寫實的將世界中的景物描繪入它的載體裏，例如海浪或風的波紋，能夠看出其原本的景物的樣子；另一種是抽象化的紋樣，例如全世界各地都出現過得捲草紋，它的原型有可能是藤蔓、葡萄葉、爬山虎或者的牡丹葉，但实际畫出來的樣子却大同小異，即使在全世界範圍內，这些捲草紋也沒有很大的區別。
如果不按照國別來分類的話，世界上的紋樣可分为以下幾種：
- 抽象紋樣 -- 菱、巴紋、格子、千鳥紋、市松模樣等
- 動物紋樣 -- 蝴蝶、蜻蜓、蛇之目、貝殼、鷹等
- 植物紋樣 -- 玫瑰、松竹梅、忍冬、唐草模樣、十六菊花紋、寶相紋等
- 自然紋樣 -- 太陽、月亮、青海波、山峰、雪華模樣、千花模樣等
- 人造紋樣 -- 矢絣、籠目、扇、宝槌、片輪車、縞模樣等
- 文字紋樣 -- 和歌、阿拉伯文等
- 情景紋樣 -- 童話故事、红楼梦、花見、南蛮人、源氏物語等
- 对称紋樣 -- 鴛鴦、陰陽魚、石獅子等
- 连续紋樣 -- 蔓草紋、雲雷紋、漩渦紋、捲雲紋等
- 独立紋樣 -- 牡丹、神轎、聖母瑪利亞、天使等

## 世界各国的纹样

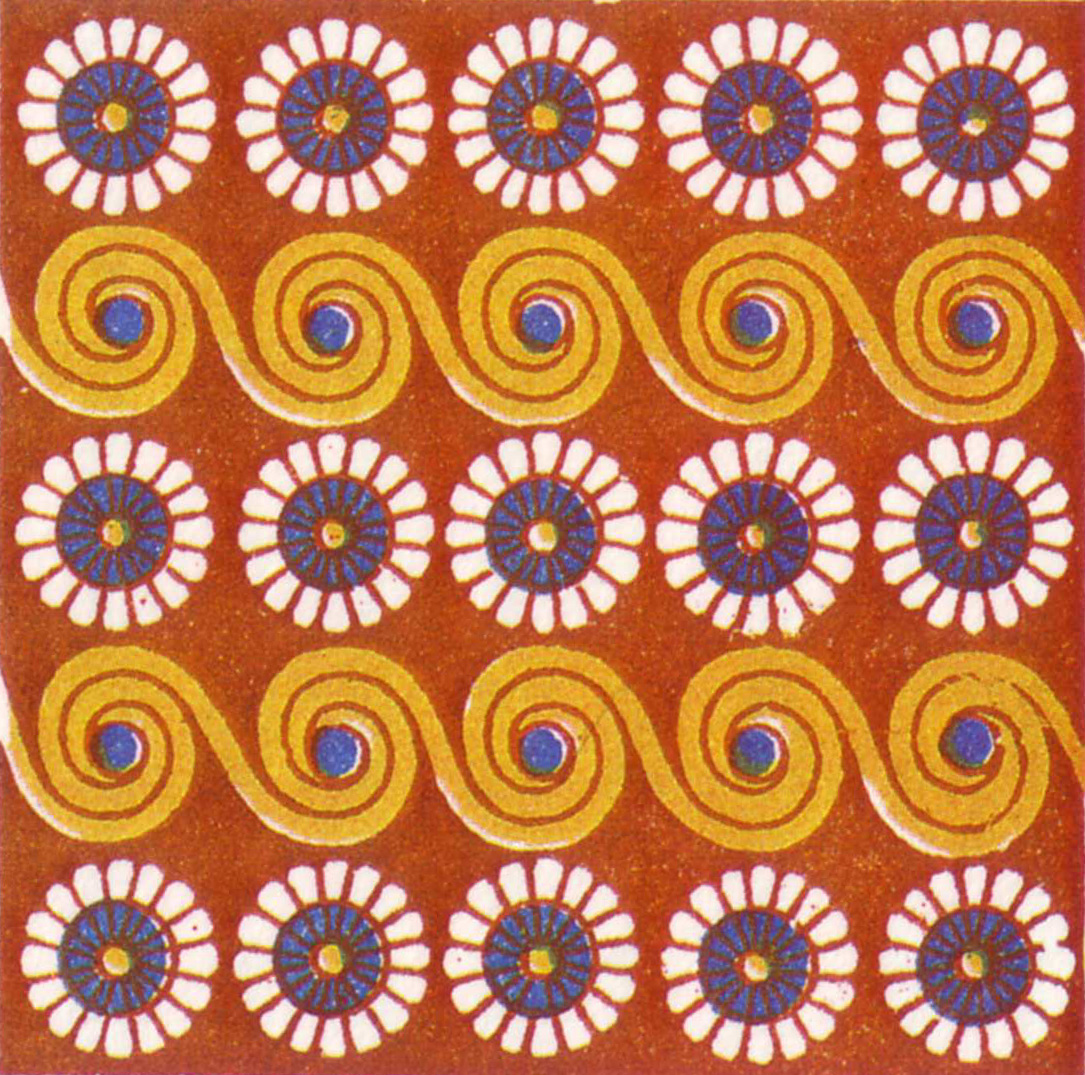
埃及7號紋
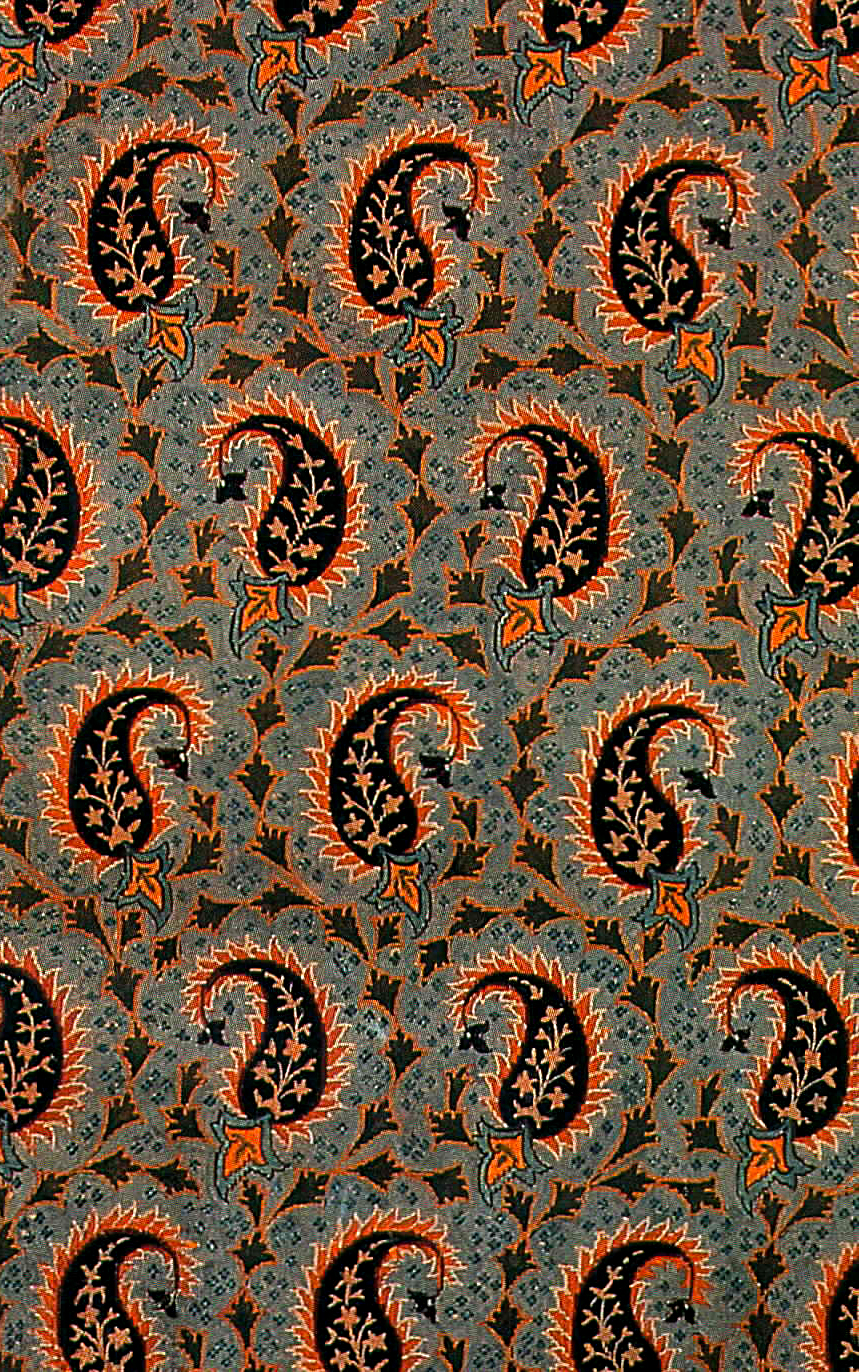
波斯瓢蟲花紋1
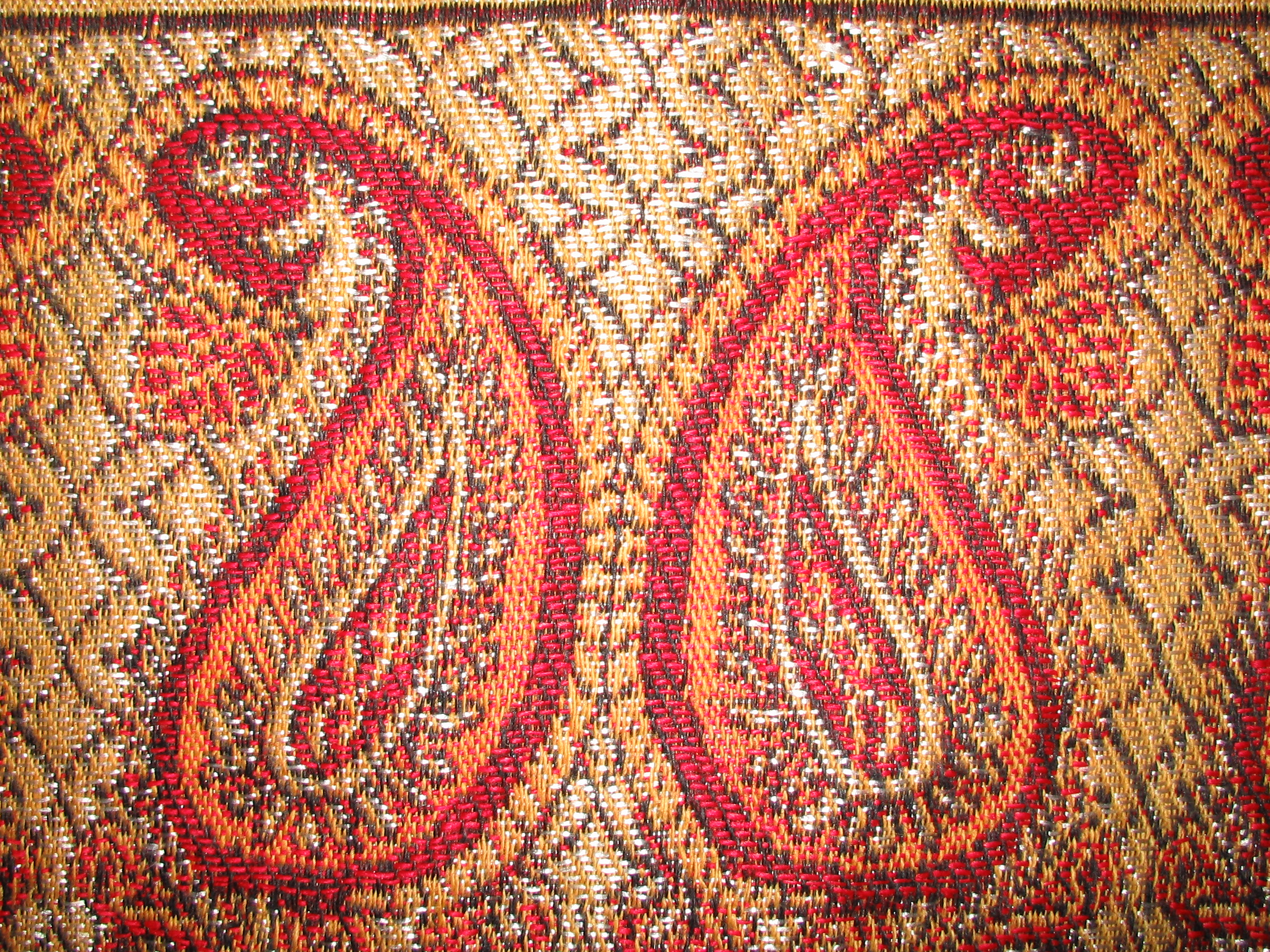
波斯瓢蟲花紋2
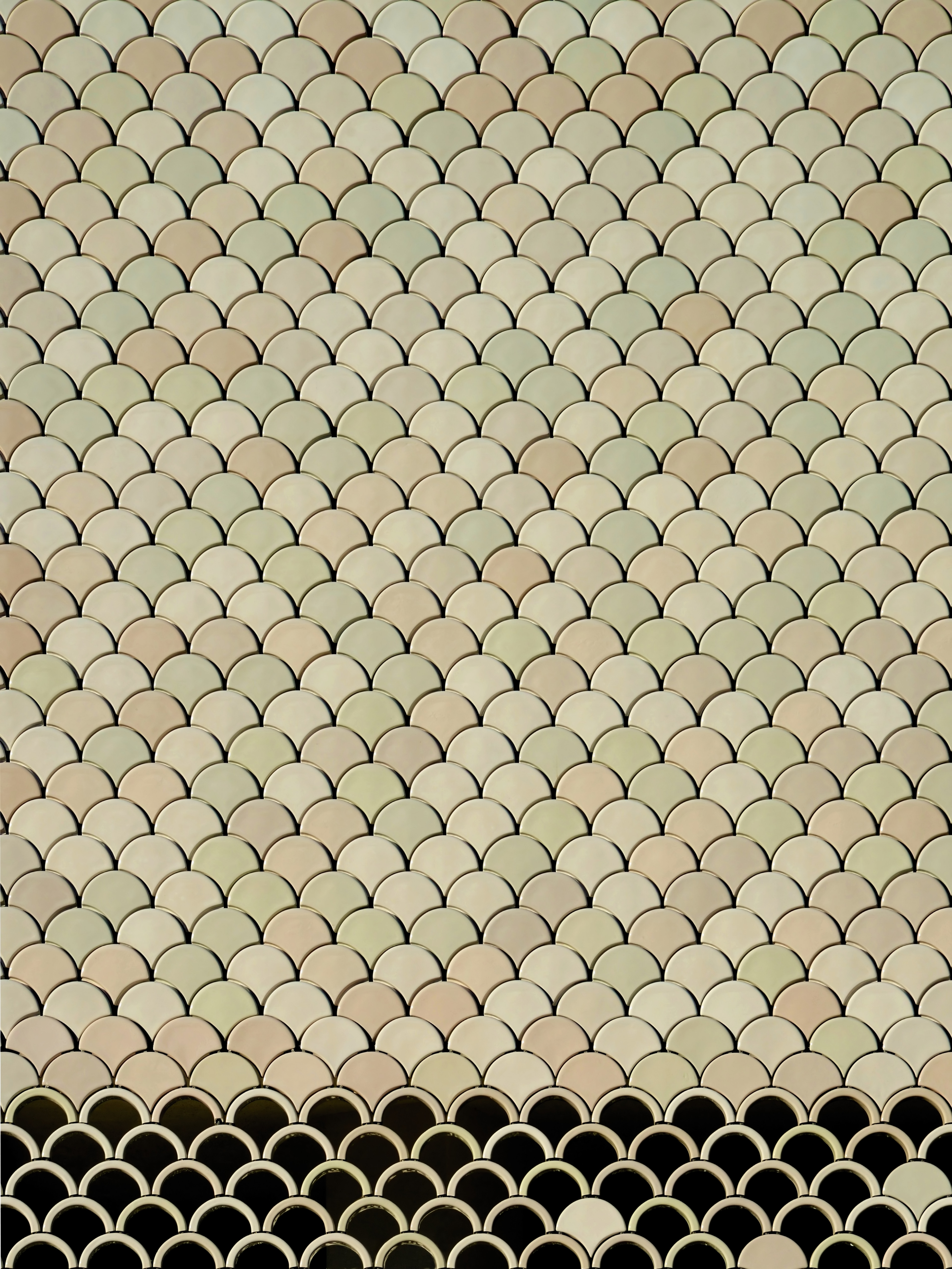
葡萄牙里斯本街道上的地磚
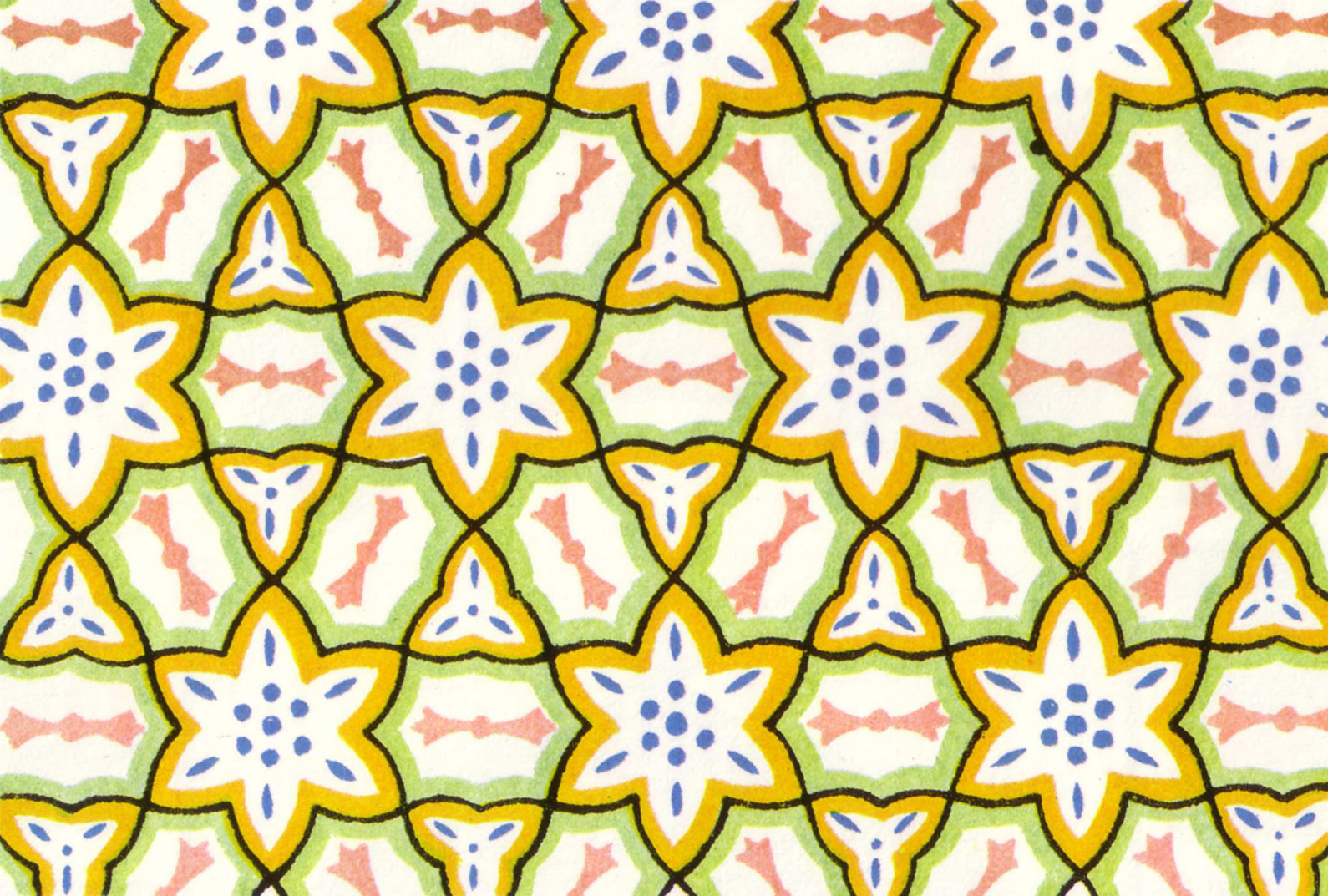
1856年奧地利的墻紙
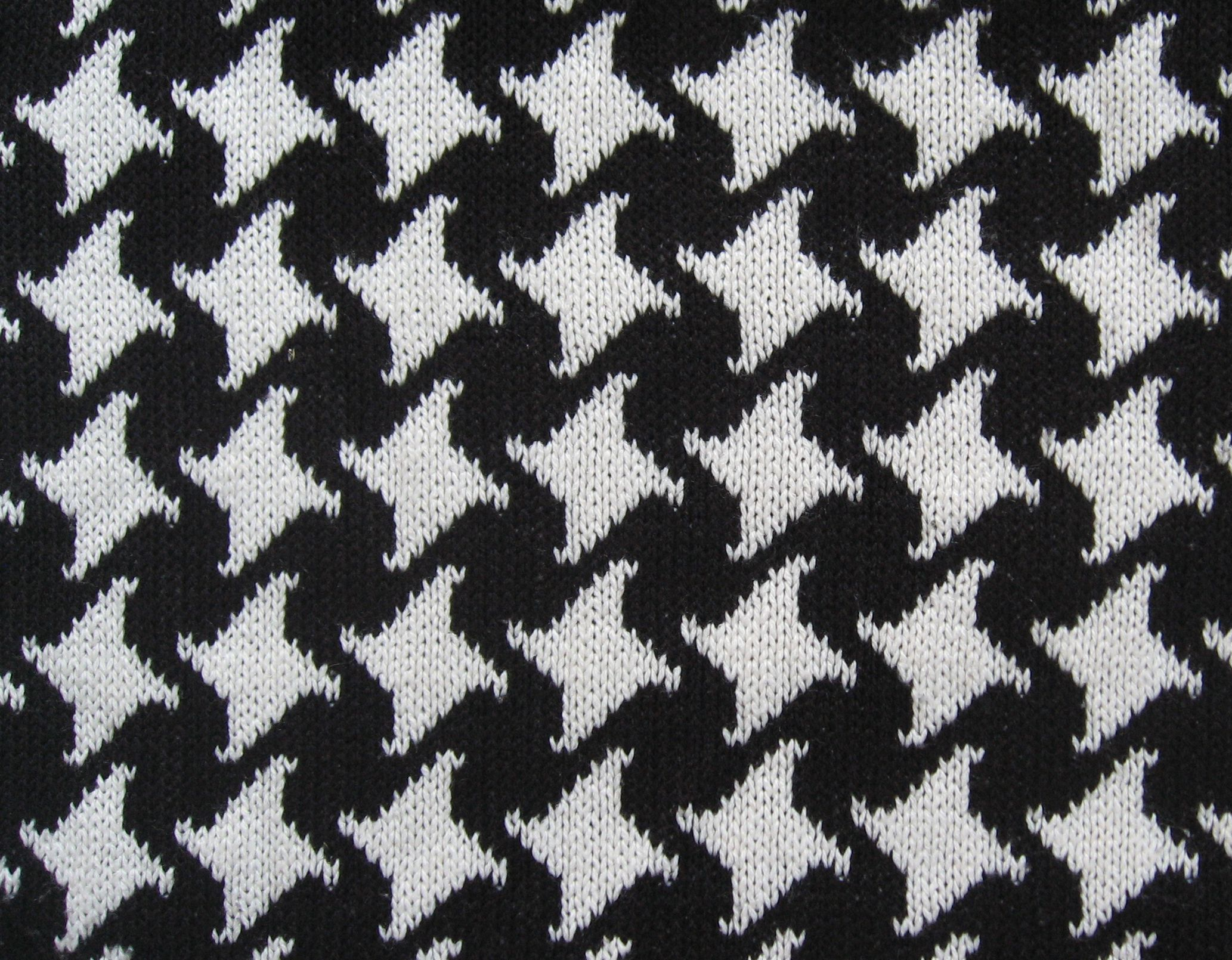
現代菱形千鳥紋
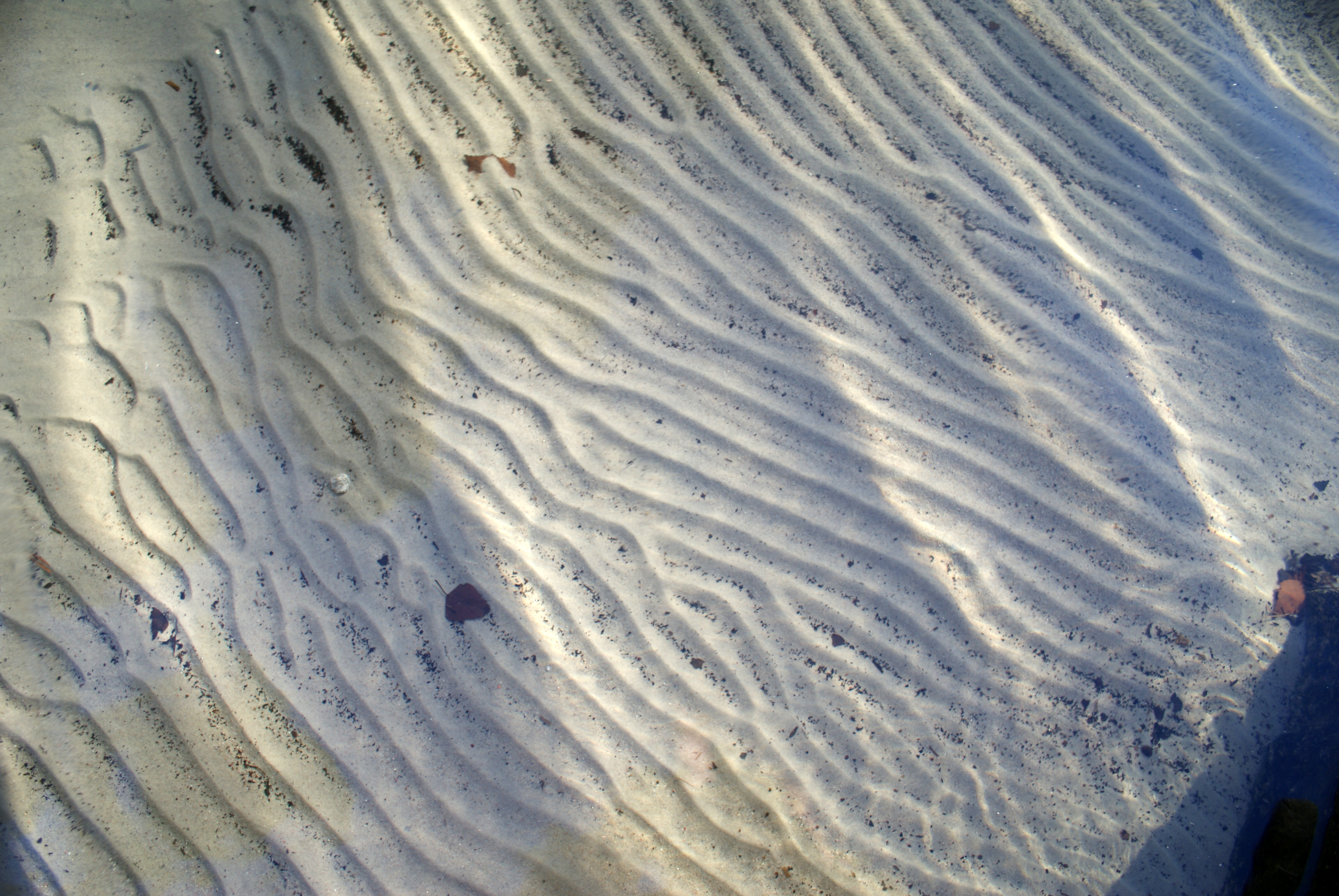
沙漠的紋理，這是紋樣的原型
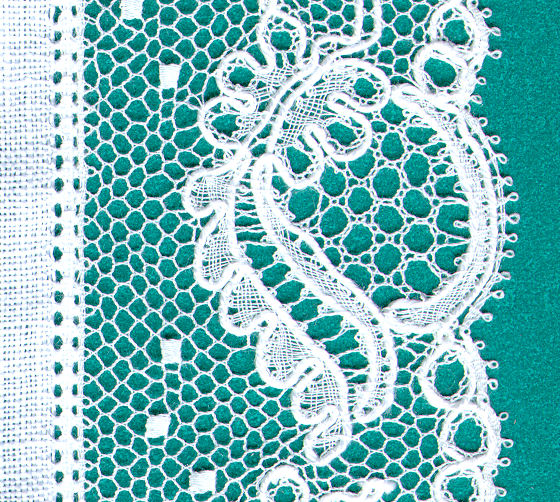
印度蕾絲花紋
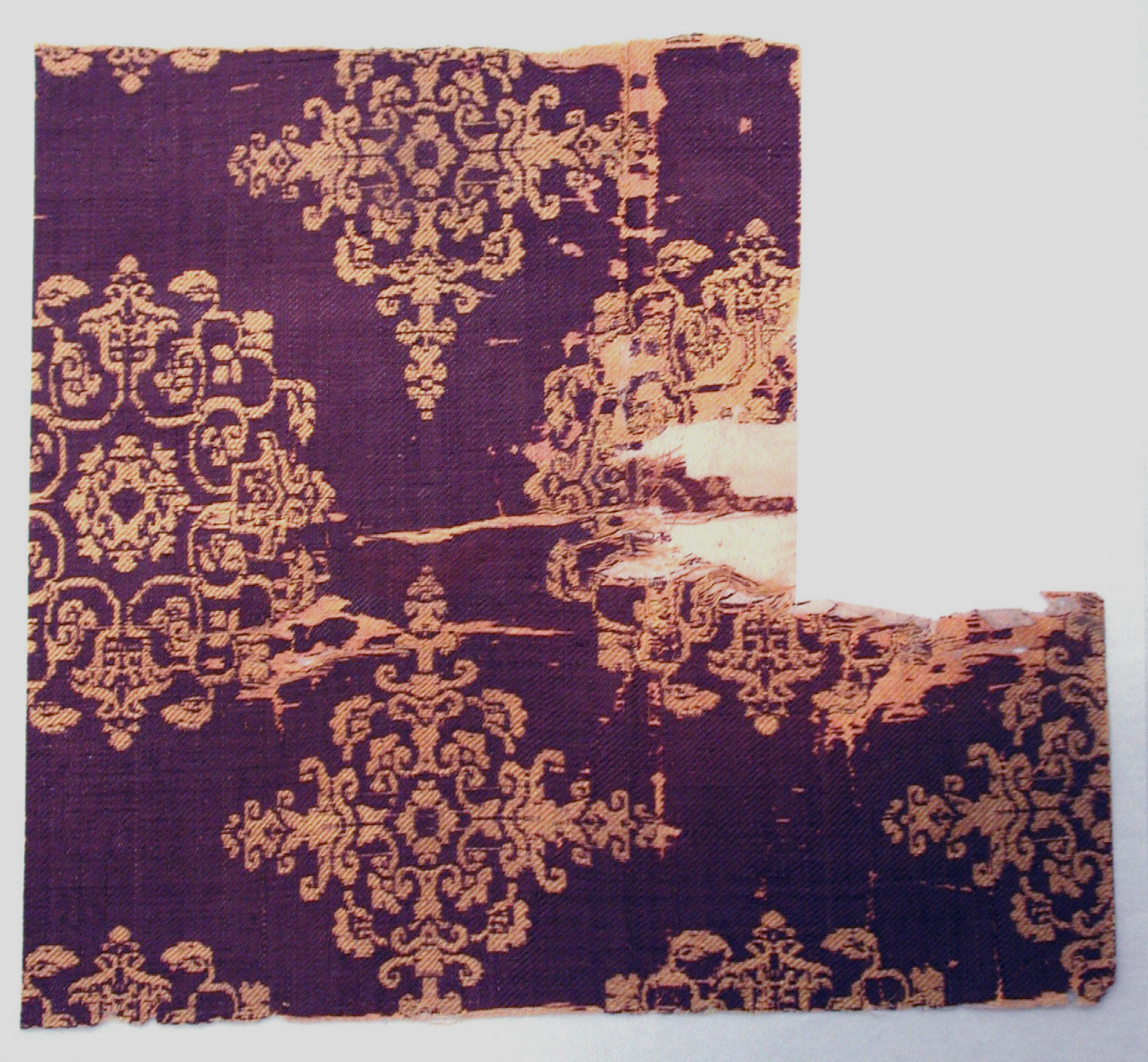
中国唐朝的紫地團花錦
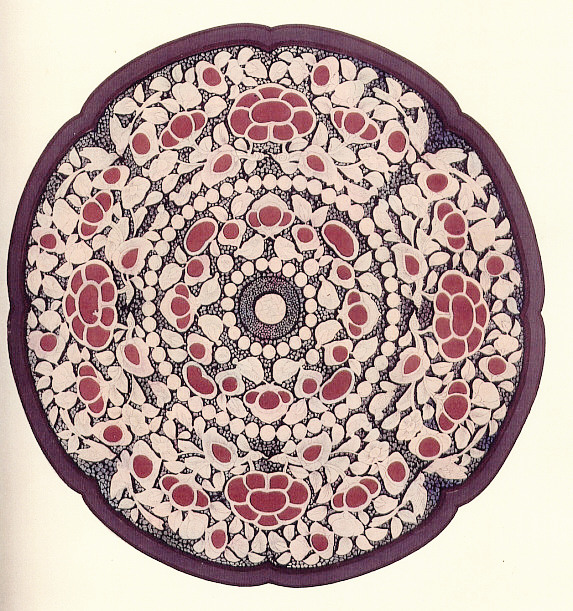
中国唐朝的紅宝石螺鈿円銅鏡
日本高圓宮的家紋，因为和天皇家相近，所以可以使用菊花
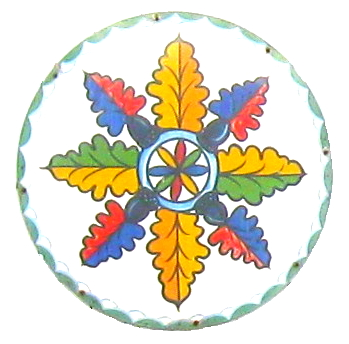
非洲坦桑尼亞中象徵生殖能力的紋樣
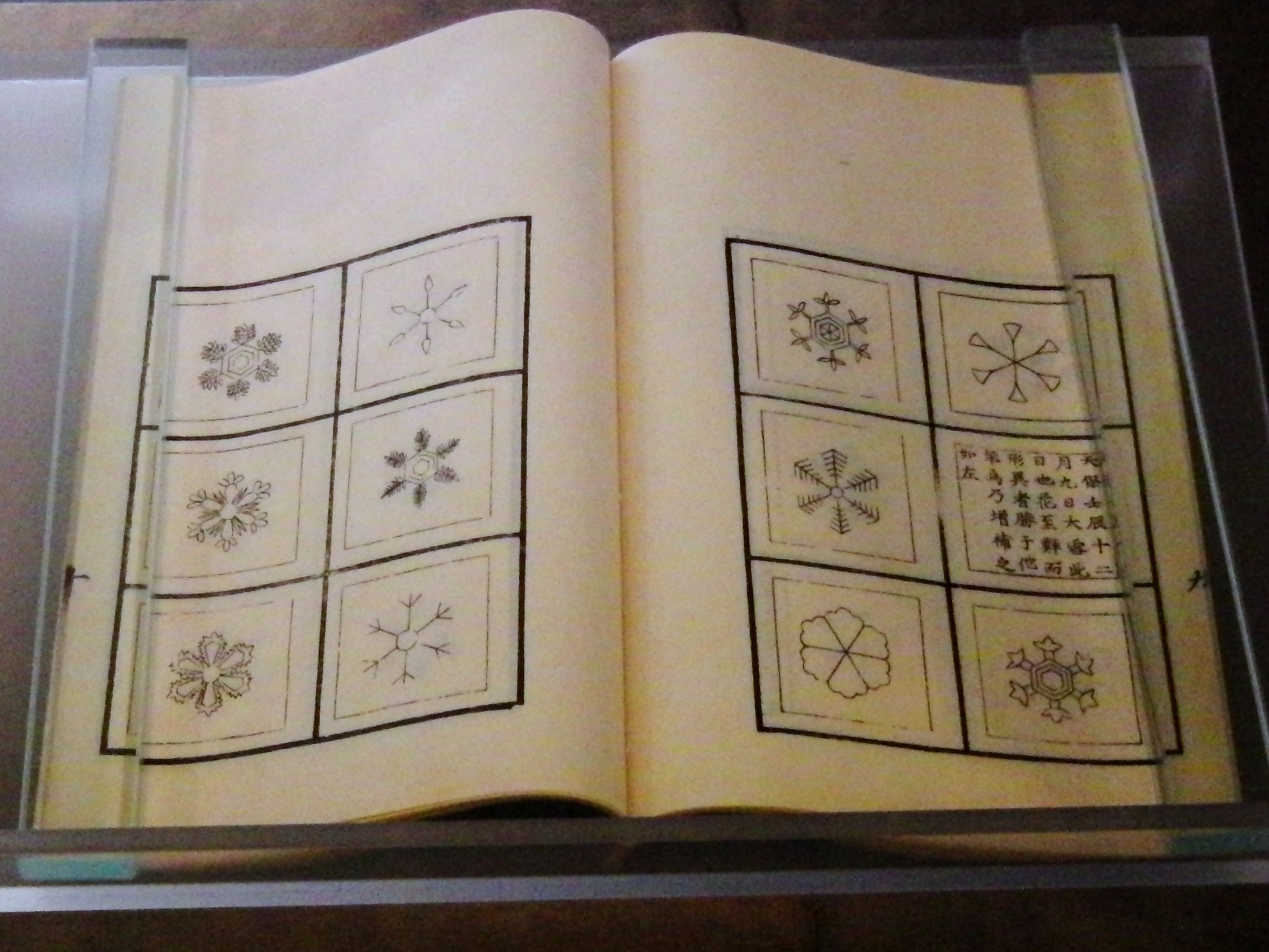
日本土井利位於1832所著的《雪華圖說》所描繪的六角雪紋樣
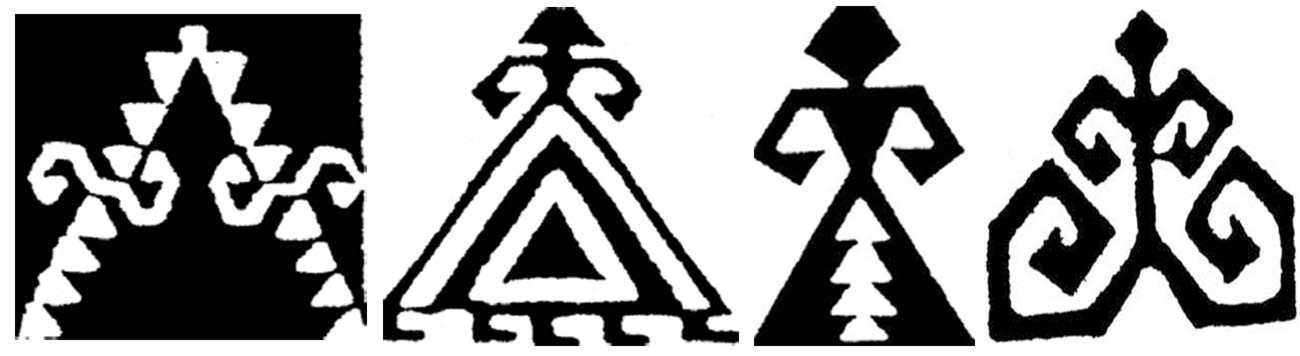
北歐及凱爾特民族的針織花紋
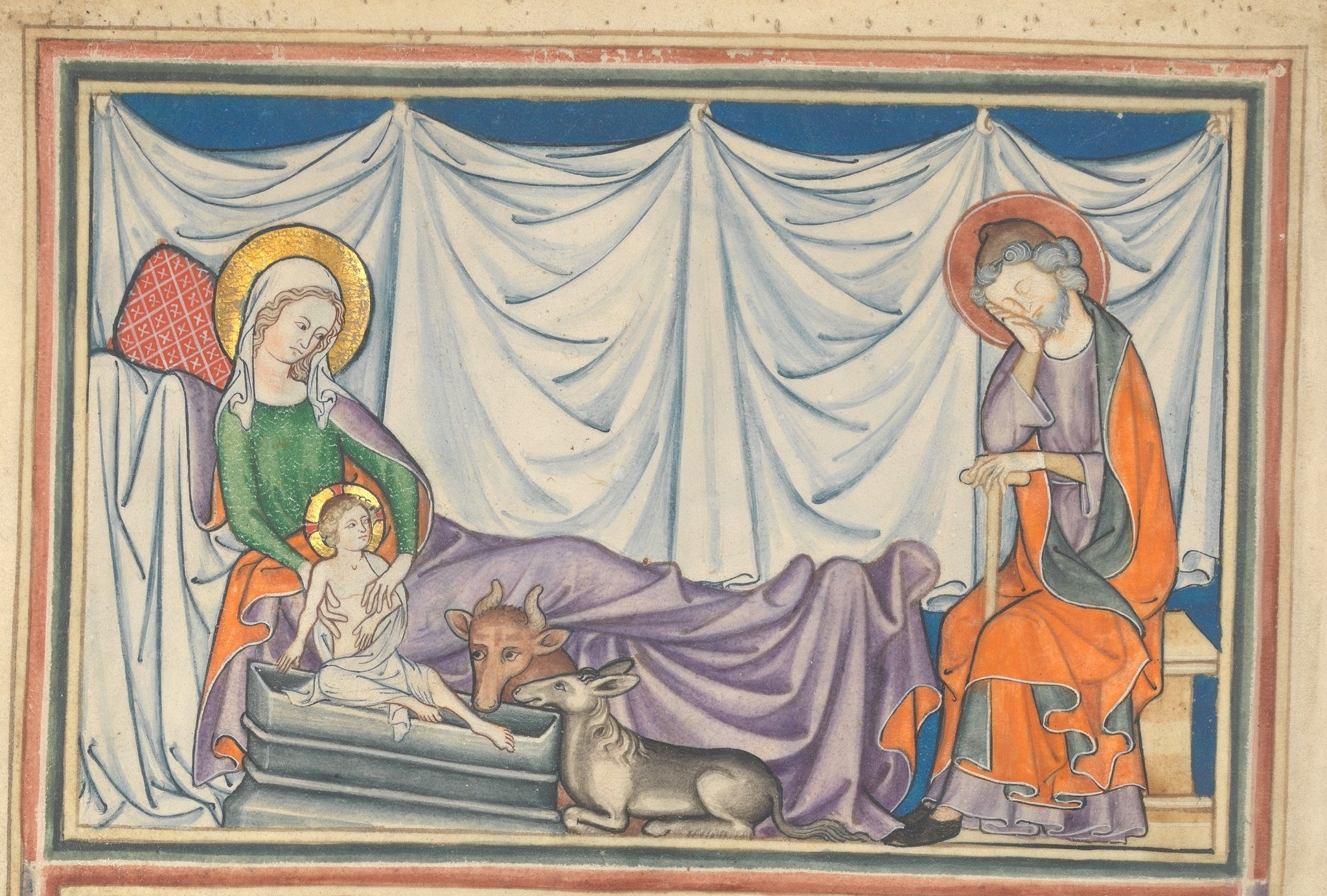
醫院騎士團所用的病房紋樣
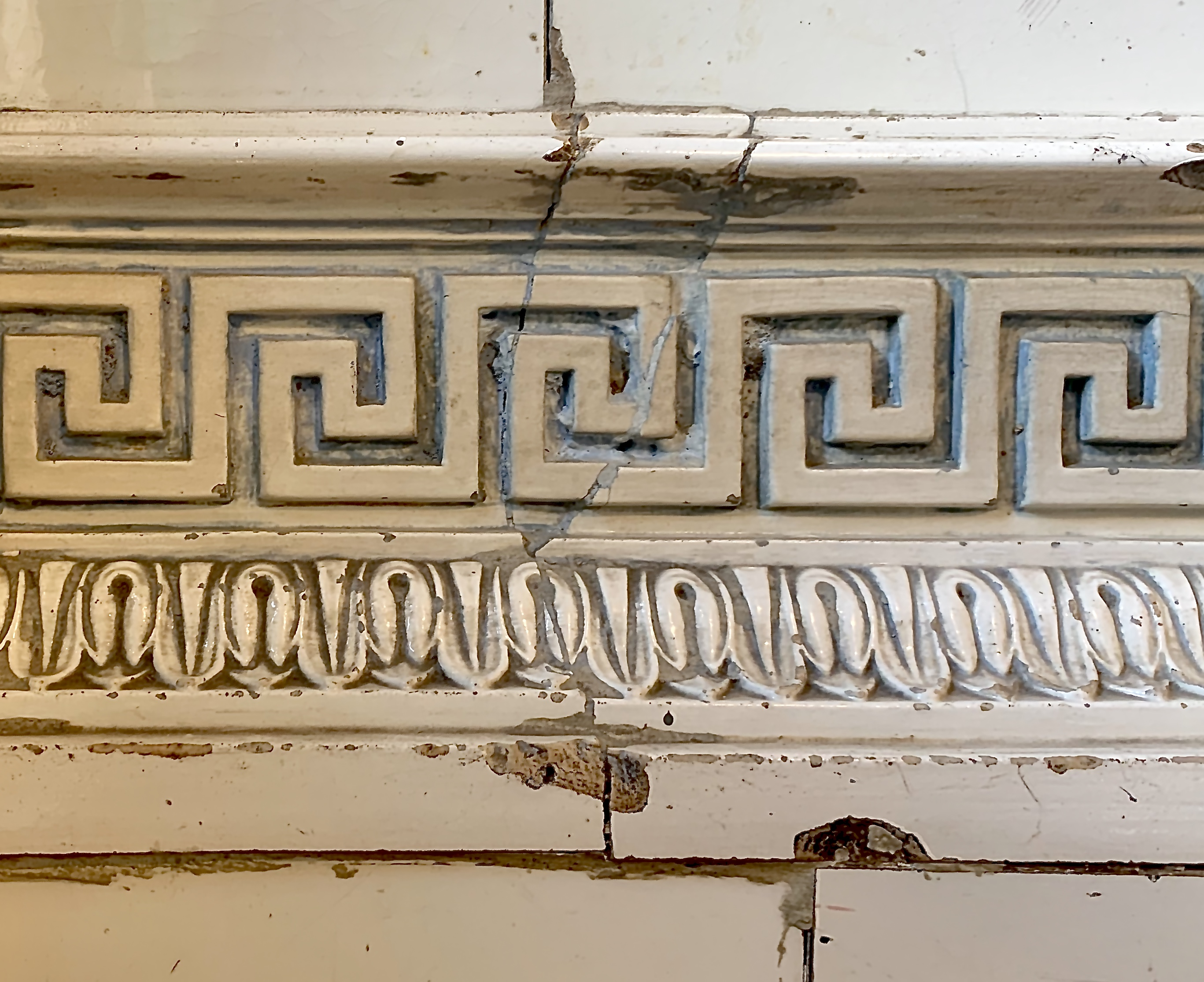
羅馬尼亞爐子上的希臘式瓷磚
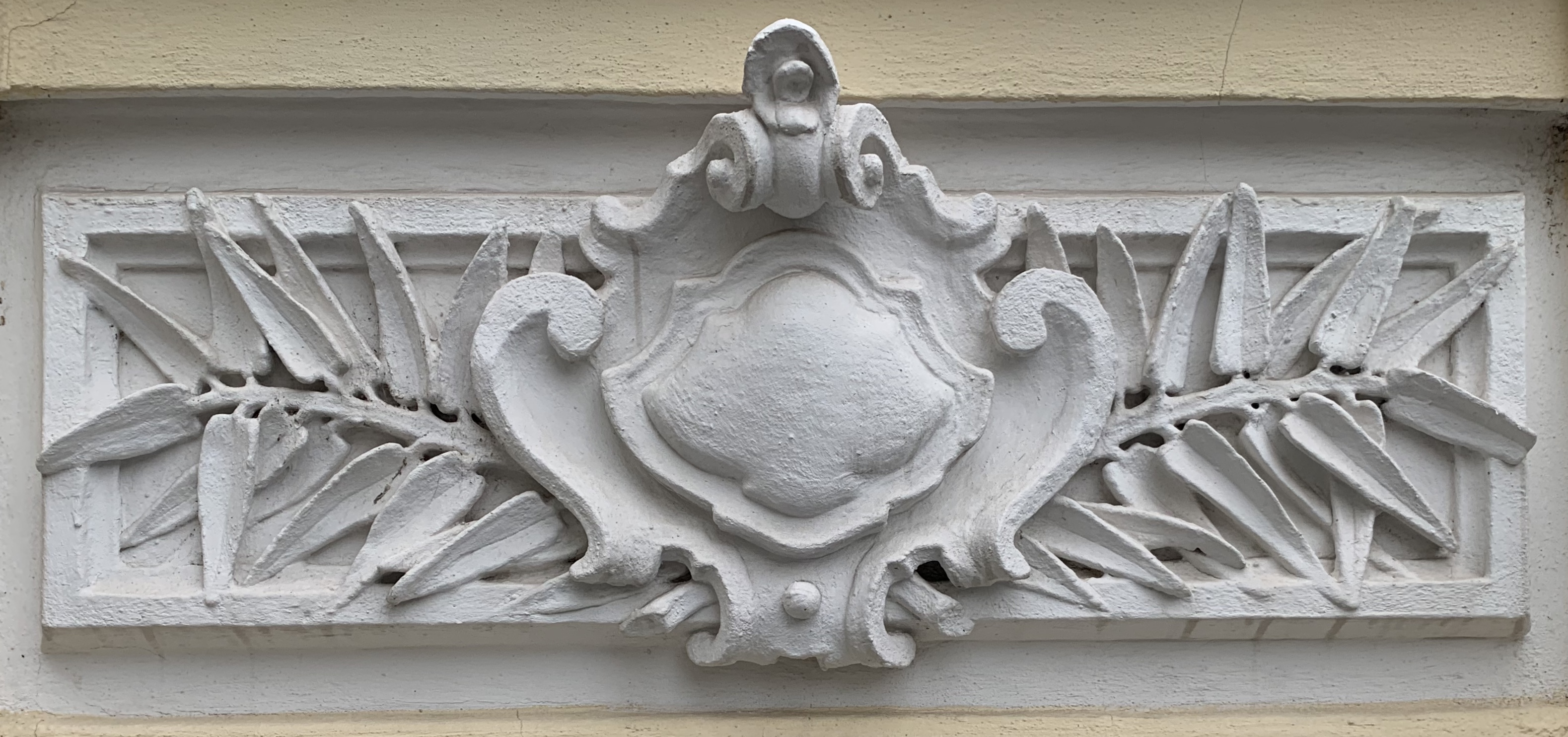
布加勒斯特的新巴洛克式裝飾
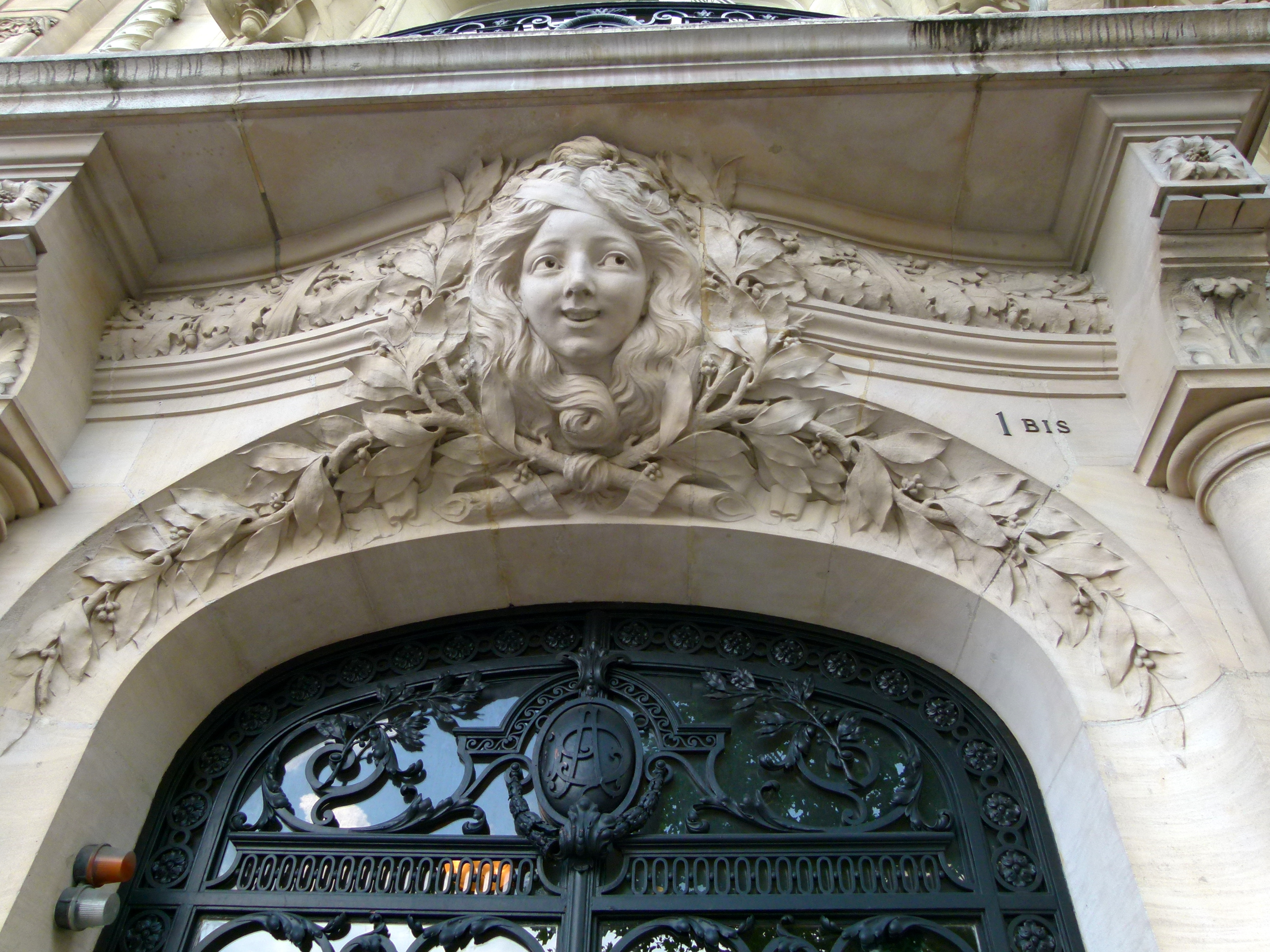
巴黎一扇門的上方
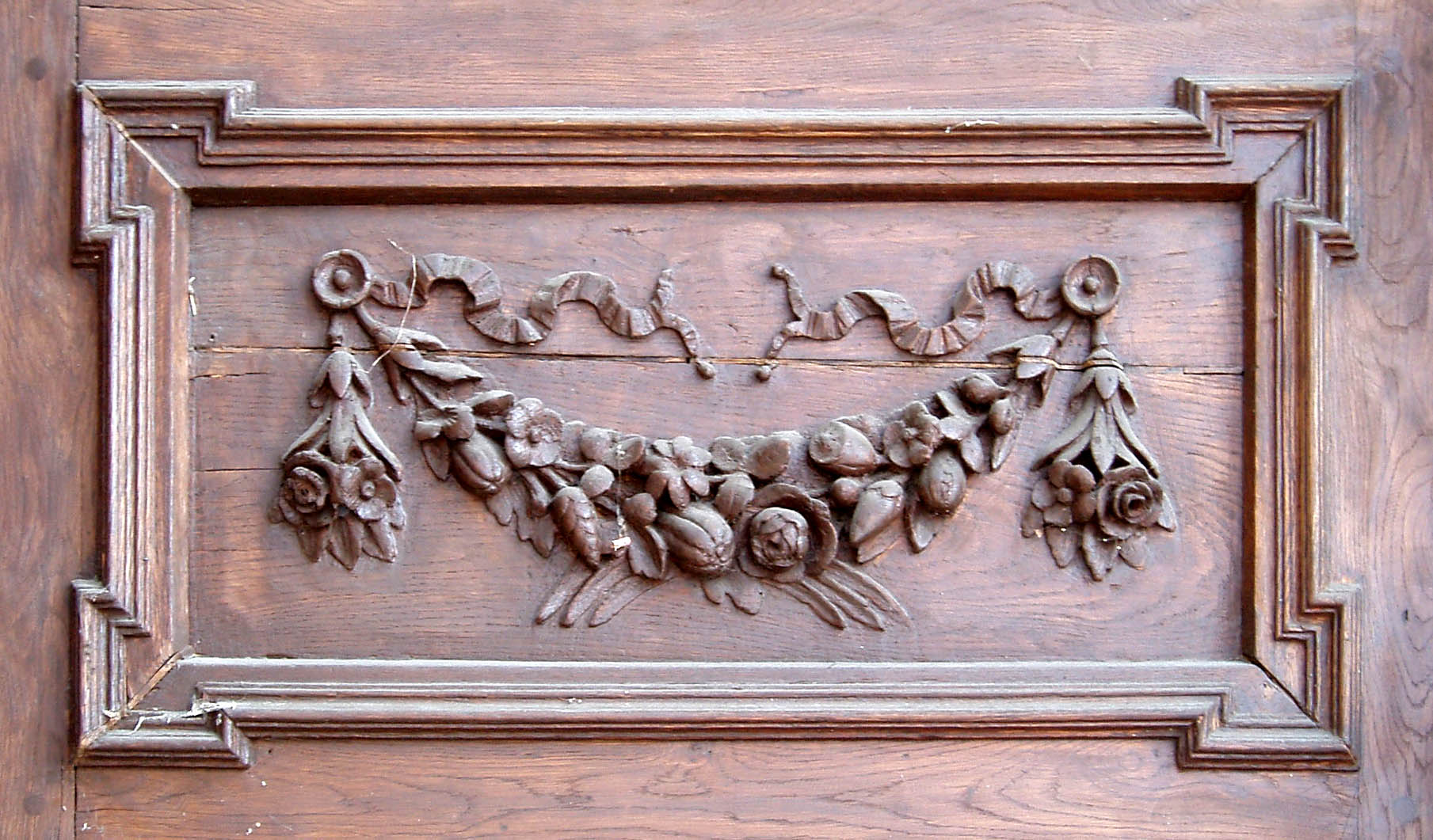
一個festoon，在古希臘、羅馬、巴洛克和新古典主義中廣泛使用的裝飾品
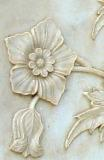
意大利使用月季花和捲草紋的紋樣
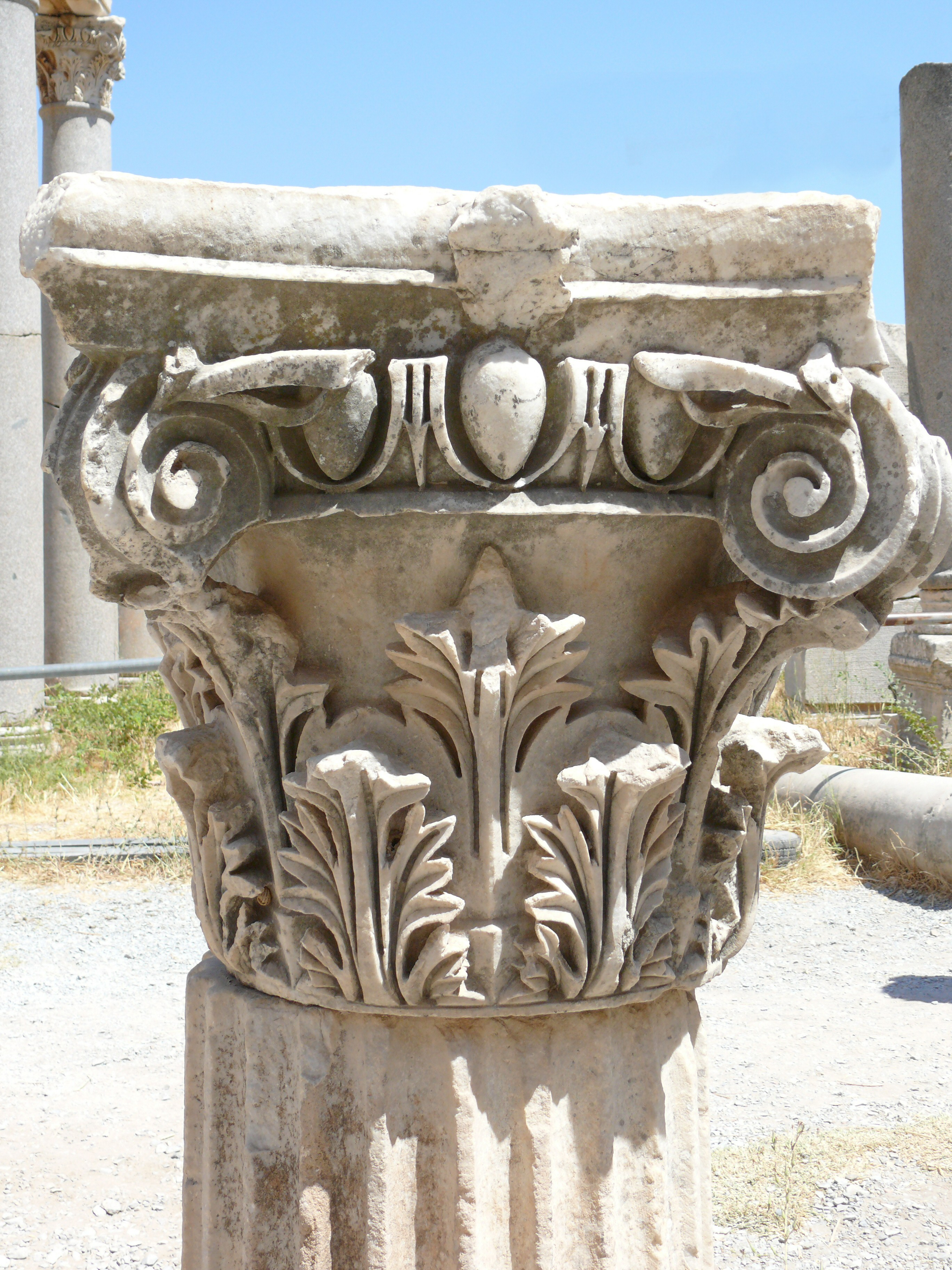
希腊柱子，其設計包括月桂葉和漩渦的紋樣
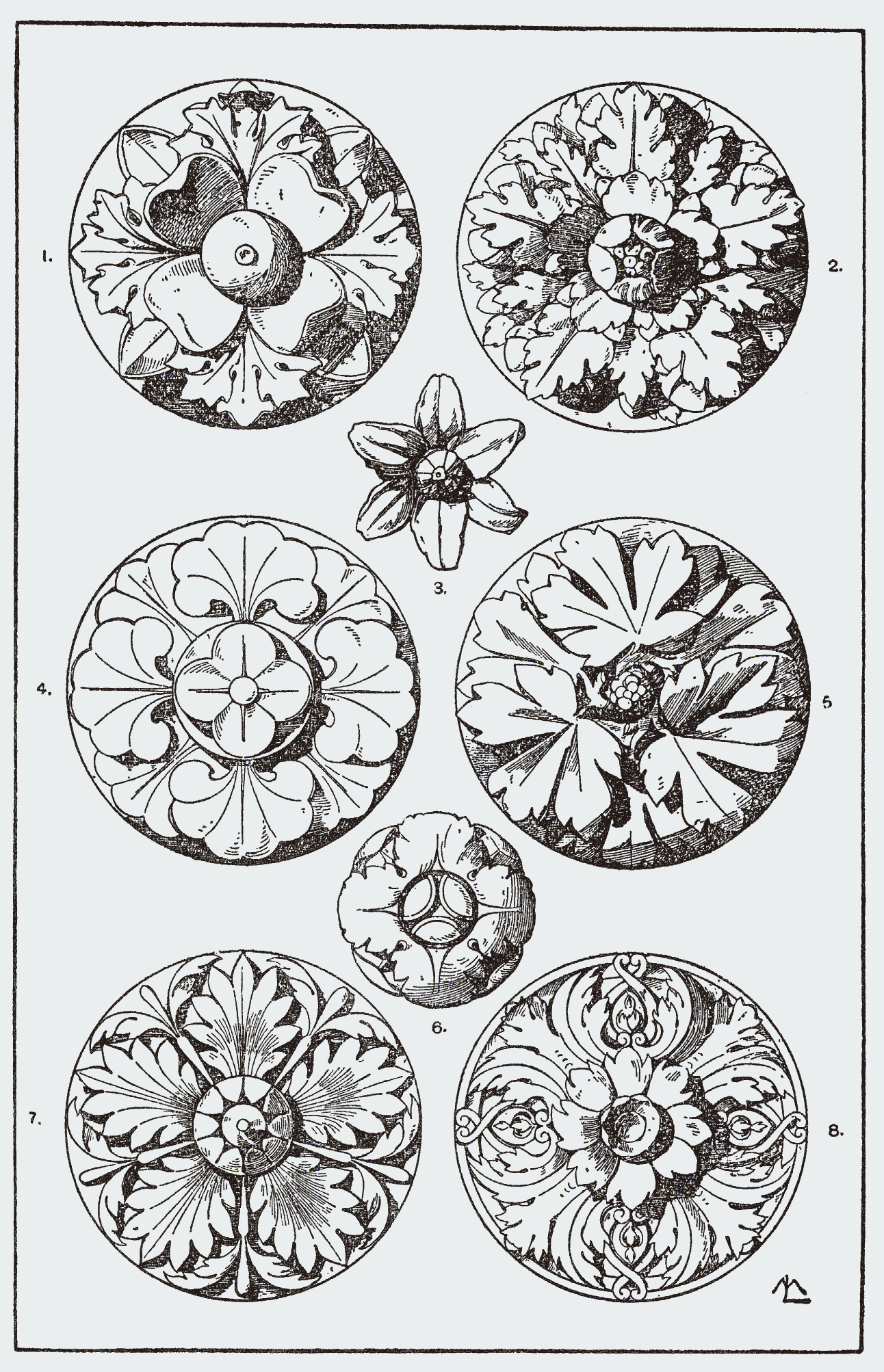
俄羅斯人描繪的韓服上的紋樣
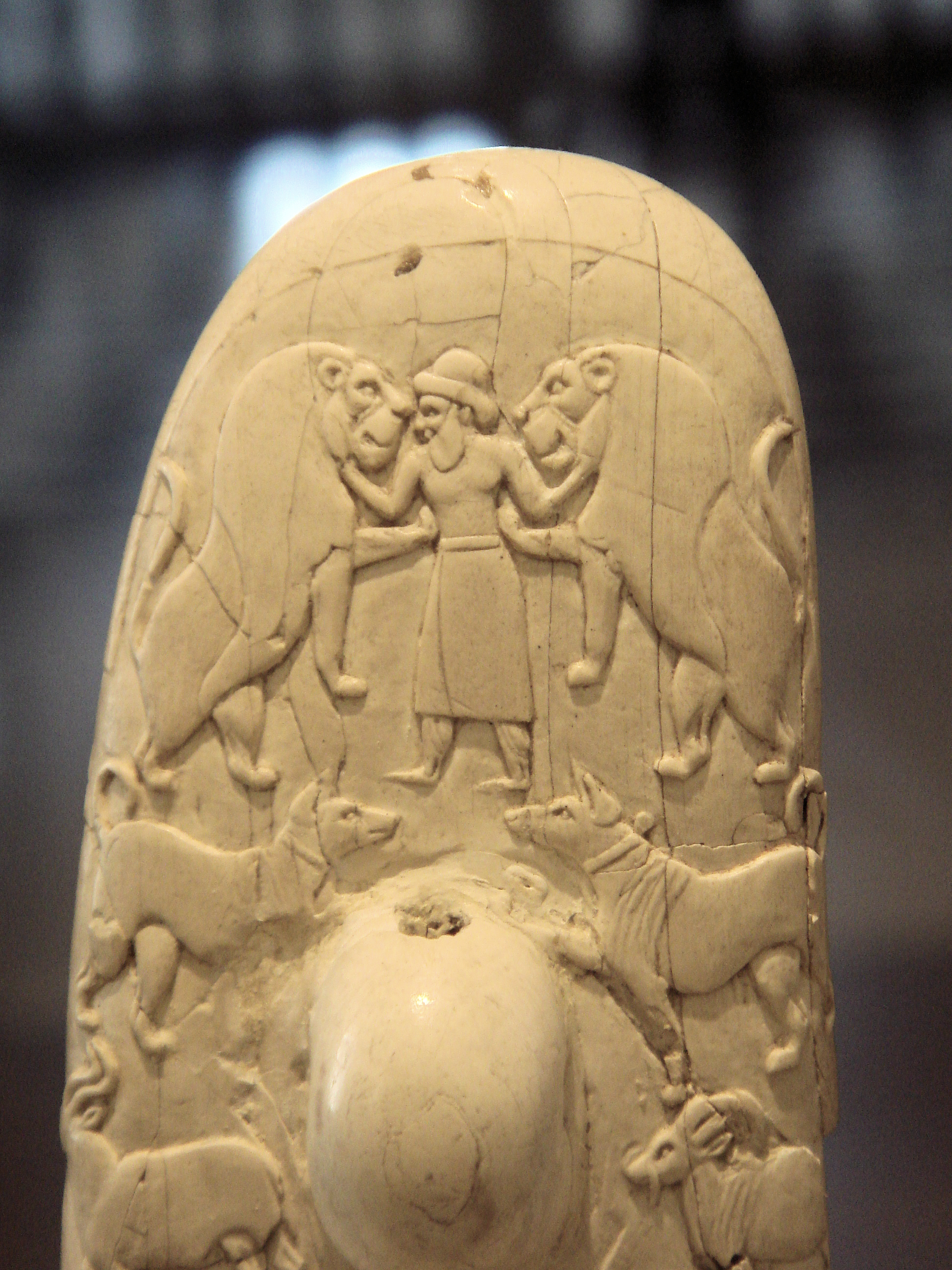
美索不達米亞文明中軍刀把柄頂部的專用紋樣
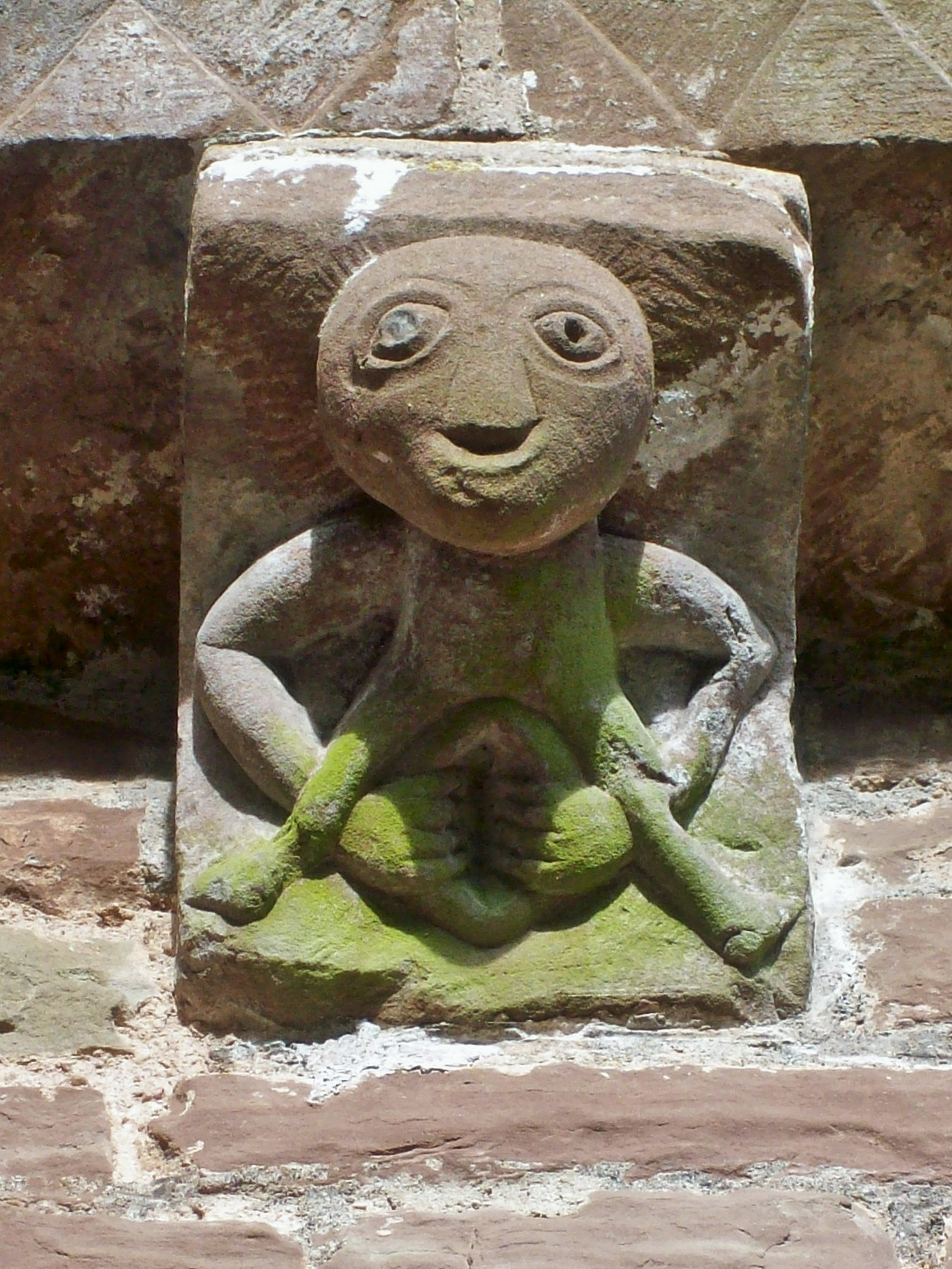
12世紀英格蘭的紋樣
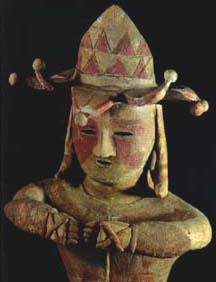
日本古代人偶頭上的三角形紋樣

## 関連項目
- 紋章
- 家紋
- 图案
- 设计
- 迷彩

## 外部鏈接
- 日本和風紋樣的演變高島千春所著的《求古圖譜》，有隣堂出版，1868年